# داروينية حرشفية
داروينية حرشفية (الاسم العلمي:Darwinia squarrosa) هي نوع من النباتات تتبع جنس الداروينية من فصيلة الآسية. تم وصف هذا النوع من النبات علمياً لأول مرة من قبل كارل دومين ونيكولاي ستيبانوفتش تورجانينوف سنة 1923.